# Severočeská hornická stávka (1882)

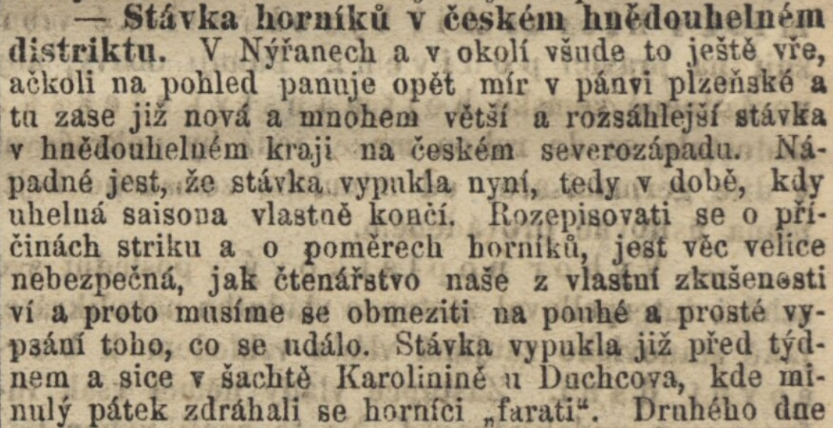
Část zprávy o severočeské hornické stávce (Národní listy, 28. dubna 1882)

Severočeská hornická stávka roku 1882 byla rozsáhlá hornická stávka, která proběhla v období od 21. dubna do začátku května 1882 na dolech v severozápadních Čechách a byla podpořena i menšími stávkami v dalších českých revírech. Vypukla jako protest proti nařízení důlní společnosti na Duchcovsku a záhy se rozšířila po celé důlní oblasti. Zúčastnilo se jí podle dobových odhadů tisku až patnáct tisíc horníků v revírech v okolí měst Duchcov, Ústí nad Labem, Teplice, Bílina, Most a dalších, počátkem května 1882 pak byla tvrdě potlačena rakouským četnictvem, podpořeným vojskem. Bývá označována za první masovou stávku v historii českých zemí. 

## Příčiny
Sociální a ekonomické postavení horníků a zaměstnanců uhelných dolů bylo v Rakousku-Uhersku ve 2. polovině 19. století,podobně jako leckde jinde, zcela tristní. Pracovní doba zde nezřídka přesahovala 10 hodin denně, v řadě dolů se někdy pracovalo 7 dnů v týdnu, mzdové podmínky byly chabé a nestabilní. Rodiny horníků žily v dělnických koloniích v okolí těžních oblastí v hygienicky nevhodném prostředí, samotná práce v dolech pak negativně ovlivňovala především dýchací ústrojí horníků, kterým vdechování uhelného prachu ničilo zdraví, důlní nehody s oběťmi na životech byly častým jevem. Koncem 50. a následně v 60. letech 19. století pak s ústavními změnami v zemi dochází k zakládání prvních dělnických spolků, dělnických tištěných periodik, organizaci dělnictva a kolektivní tlumočení zaměstnaneckých požadavků směrem k zaměstnavatelům, mj. v souladu s rozvojem dělnických hnutí v Evropě. Tyto snahy pak často narážely na perzekuci ze strany vedení uhelných společností a také státních úřadů v podobě zákazů dělnických organizací, propouštění horníků, případně pak trestních stíhání, deportací či věznění. 
Vztahy mezi horníky a těžaři se pak ještě více vyostřily počátkem 80. let 19. století. Roku 1881 propukla stávka horníků dolů v Moravské Ostravě kvůli mzdovým rozdílům, správě nemocenské pokladny ad., jež vyvolala interpelaci v parlamentní Říšské radě. Od prosince 1881 až do 4. února 1882 se odehrával tzv. proces s jedenatřiceti, zahrnující 31 obviněných dělnických spolkových činitelů a socialistů, kteří byli všichni finálním rozsudkem seznáni vinní a uvězněni. V únoru 1882 propukla stávka také v uhelných revírech v okolí Plzně, zejména pak v Nýřanech, po kterých byli dělničtí vůdci zatčeni, uvězněni a po propuštění dále pronásledováni, mj. politicky a novinářsky činný Antonín Uxa.

## Průběh
Dlouhodobě napjatá situace převládala také v podkrušnohorské oblasti zdejších hnědouhelných pánví. V pátek 21. dubna 1882 byl správou duchcovských dolů vydán oběžník, že horníci, kteří vystoupí z důlní společností vlastněné hornické záložny (tzv. Bratrské pokladny) pro spoření pro zaopatření (penze), mají být propuštěni z práce, stejně jako zpřísňovala podmínky. Stávka ještě téhož dne částečně vypukla v Karolinině šachtě u Duchcova, kteří se proti těmto podmínkám postavili. Druhého dne žádali horníci z šachty korunního prince Rudolfa, aby byly jim byly vydány knížky bratrské pokladny, v pondělí nato se pak stávka rozšiřovala do dalších důlních revírů. Největší tehdejší český deník Národní listy, který o stávce poprvé informoval 26. dubna, uváděl, že již po týdnu se stávkovalo v celé severočeské důlní oblasti, od Ústí nad Labem až k Chomutovu, kdy práce mělo zanechat více než patnáct tisíc horníků. Řada šachet byla zabedněna a stávkující zabraňovali dále pracujícím horníkům v činnosti. Jednalo se v prostředí českých zemí o poměrně bezprecedentní situaci masové stávky minimálně několika desítek dolů.
Na žádost banského hejtmanství byl v úterý 26. dubna do Duchcova, střediska stávky, povolán prapor z pluku rakousko-uherského vojska vévody Cumberlandského z pevnosti Terezín. Večer bylo rozestaveno vojsko na náměstí, přičemž bylo přivítáno od shromážděných tam horníků posměšným bouřlivým provoláváním „Hoch" a „Sláva". Následně pak spolu se zesílenými četnickými hlídkami střežilo město, zejména pak budovu, kde sídlila Bratrská pokladna, kam byli vpouštěni pouze platní majitelé jejích vkladních knížek. Správy důlních společností na situaci reagovaly rázným propouštěním stávkujících a dalšími perzekučními opatřeními, které přibližně po dalším týdnu donutily nastoupit do zaměstnání bez ohledu na požadavky stávkujících. Mezi jedny z posledních provozů, které v plném rozsahu obnovily činnost, byla právě duchcovská Karolinina šachta. Poslední odporující stávkující rozehnalo vojsko a četnictvo v polovině května 1882.
Během stávek došlo k zatčení a následnému odsouzení řady osob, včetně redaktorů dělnického periodika Hlas lidu. V Duchcově vězněný severočeský hornický předák a anarchista František Choura, který měl být v době stávky propuštěn, byl ve vězení ponechán, aby se nemohl k demonstrujícím přidat. 

## Výsledky
Přístup vedení důlních společností, stejně jako rakousko-uherských státních orgánů, byl i k nebývale velkému množství stávkujících nekompromisní a příkrý. Požadavky horníků nebyly vyslyšeny, naopak během stávky došlo k zákazu několika dělnických spolků, mj. v Teplicích či Trmicích a dalším perzekucím. V dalších letech pak začalo docházet k rozsáhlejšímu postihování členů a představitelů české sociální demokracie a dalších levicově orientovaných politických skupin. 
Ačkoliv byly dopady na poměry horníků po severočeské stávce minimální až negativní, akce dopomohla jako jistý precedens k dalším důlním stávkám v českých zemích, které v příštích několika letech následovaly, jako např. mzdové stávky horníků na Duchcovsku a Loketsku, rozsáhle hornické stávky v Čechách roku 1889, poznamenané úmrtími při demonstracích na Kladně, stejně jako rozsáhlé stávky horníků a dělníků na jaře 1890, související s prvními oslavami Svátku práce, které si při demonstracích v Moravské Ostravě a následně pak v Nýřanech vyžádaly více než dvacet obětí. 
O čtyřicet let později pak obdobně rozsáhlou oblast zasáhla na jaře 1932 také tzv. Velká mostecká stávka, propuknuvší v období Velké hospodářské krize.